# ГАЗель (автомобіль)
ГАЗель — серія російських малотоннажних автомобілів, вироблених на Горьківському автомобільному заводі з липня 1994 року. Складання автомобілів сімейства «ГАЗель» з російських машино-комплектів проводиться також на декількох підприємствах країн СНД та далекого зарубіжжя. У січні 2003 року з'явилася модель другого покоління, зовні відрізняється новими решіткою радіатора, бампером і світлотехнікою. В серпні 2005 року була виготовлена мільйонна «ГАЗель».
ГАЗ ГАЗель є інтерпретацією Ford Transit 1986 року, і має великий успіх на російському ринку, незважаючи на мінімальні модернізації.

## Варіанти
ГАЗ Соболь — це полегшена версія ГАЗелі, побудована на коротшій колісній базі. Він був представлений у 1998 році.
ГАЗ Валдай — це більш важка версія ГАЗелі, побудована на подовженій колісній базі. Він був представлений у 2003 році та припинений на користь ГАЗон.

## Опис
Автомобілі ГАЗель належать до класу Н1 (М1) з дозволеною максимальною масою, що не перевищує 3500 кг, що формально дозволяє керувати ними (крім мікроавтобусів) за наявності водійських прав «легковий» категорії «В»; також на «Газель» не поширюється обмеження знаку 3.4 «Рух вантажних автомобілів заборонено». Однак на «Газель» поширюються вимоги на наявність дозволів і перепусток для вантажоперевезень в межах Третього транспортного кільця. Для управління мікроавтобусом ГАЗель, потрібно «автобусна» категорія «D».
За підсумками щорічного дослідження «Найкращі російські бренди» проводився в дев'ятий раз компанією Interbrand Zintzmeyer & Lux, бренд «ГАЗель» зайняв 29-е місце, випередивши у своїй категорії бренди LADA та КАМАЗ (відповідно 34-е і 35-е місця). Вартість бренду «ГАЗель» у 2008 році склала $ 139 млн або 3 564 млн руб.
У 2009 році для підтримки продажів уряд Нижньогородської області прийняло додаткові заходи, завдяки яким загальний обсяг субсидій почав досягати 26 % для моделей з суцільнометалевим кузовом.
З початку 2010 року почалося виробництво якісно поліпшеної версії автомобіля «ГАЗель-Бізнес»; в офіційних дилерів продажі стартували 25 лютого.
6 вересня 2010 року почався продаж нової модифікації з турбованим дизельним двигуном Cummins ISF 2,8 л потужныстю 120 к.с. американської розробки. Тоді як виробництво «Газелі» з дизельним двигуном австрійського виробництва «Штайєр» було припинено в 2008 році.
На 2013 рік ВАТ «ГАЗ» анонсував випуск перспективного сімейства «ГАЗель-Next» повною масою від 3,5 до 5,0 т, двома варіантами колісної бази і заднім приводом.
| Покоління | Фото | Роки виробництва | Моделі |
| --------- | ---- | ---------------- | --- |
| I         |      | 1994–2003        | 2217 Соболь (автобус) 2310 Соболь (вантажівка) 2705 (фургон) 2752 Соболь (фургон) 3221 (автобус) 3302 (вантажівка)                   |
| II        |      | 2003–2010        | 2217 Соболь (автобус) 2310 Соболь (вантажівка) 2705 (фургон) 2752 Соболь (фургон) 3221 (автобус) 3302 (вантажівка)                   |
| Бізнес    |      | з 2010           | 1724 (вантажівка) 2217 Соболь (автобус) 2310 Соболь (вантажівка) 2705 (фургон) 2752 Соболь (фургон) 3221 (автобус) 3302 (вантажівка) |
| NEXT      |      | з 2013           | A21R (вантажівка) A31R (фургон) A63R (автобус) A65R (автобус)                                                                        |
| NN        |      | з 2021           | A21R (вантажівка) A31R (фургон) A65R (автобус) A68R City (автобус)                                                                   |

## Двигуни
Бензинові:
- 2286 см3 ZMZ-4061 I4 100 к.с. при 4500 об/хв 176,6 Нм
- 2286 см3 ZMZ-4063 I4 110 к.с. при 4500 об/хв 186,4 Нм
- 2429 см3 Chrysler EDZ I4
- 2445 см3 ZMZ-402 I4 100 к.с.
- 2460 см3 ZMZ-40522 I4 152 к.с. при 5200 об./хв. 210 Нм
- 2460 см3 ZMZ-40524 I4 140,5 к.с. при 5000 об./хв. 214 Нм
- 2890 см3 UMZ-4216 I4 128 к.с. при 3000 об./хв. 235 Нм (ГАЗель Бізнес)

Газ/LPG:
- 2890 см3 UMZ-42164 I4

Дизельні:
- 2134 см3 GAZ-5602 I4
- 2781 см3 Cummins ISF turbo I4

## Моделі серії (станом на кінець 2008 року)

### ГАЗ 3302

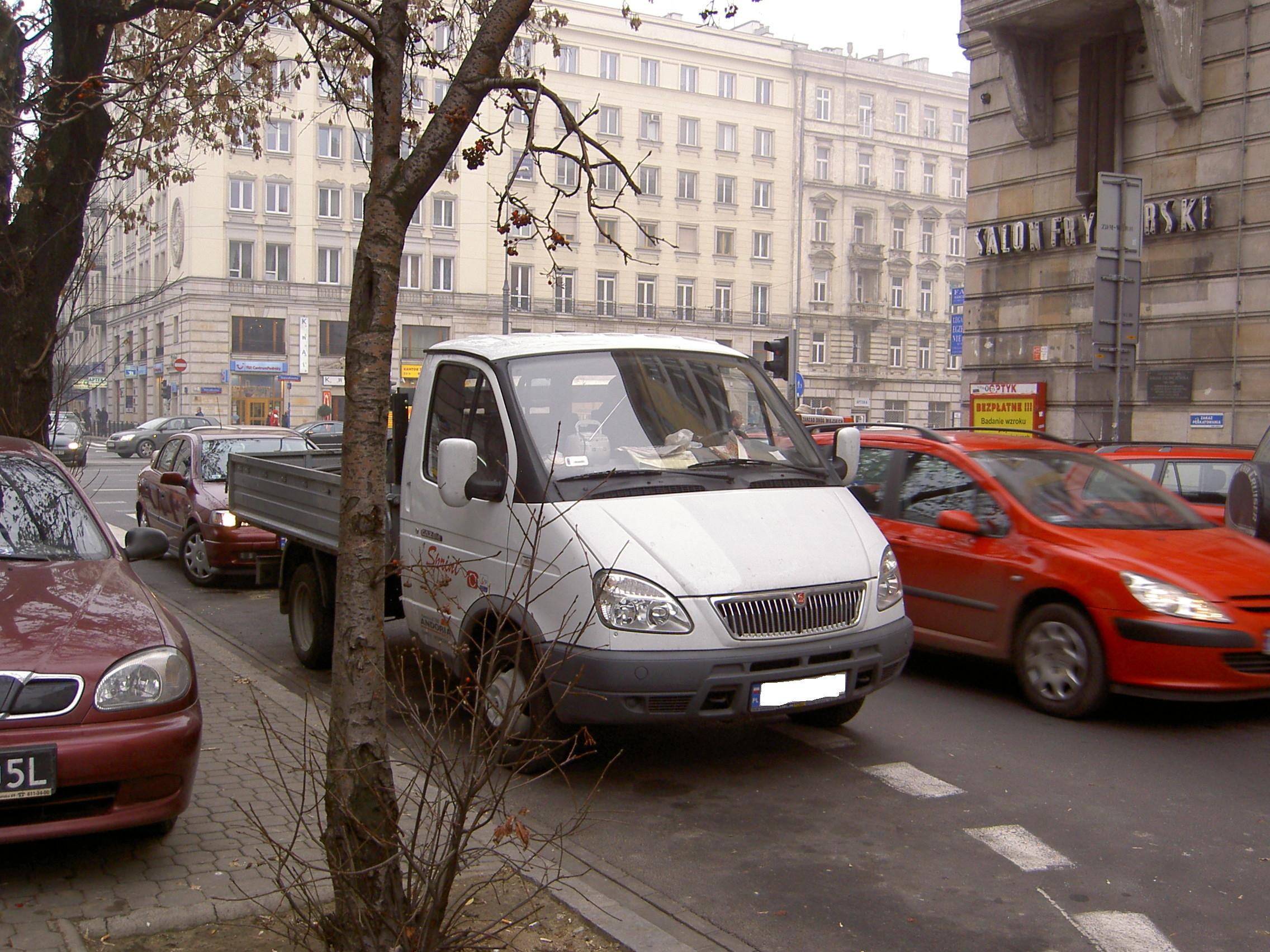
Бортова «ГАЗель» ГАЗ-3302

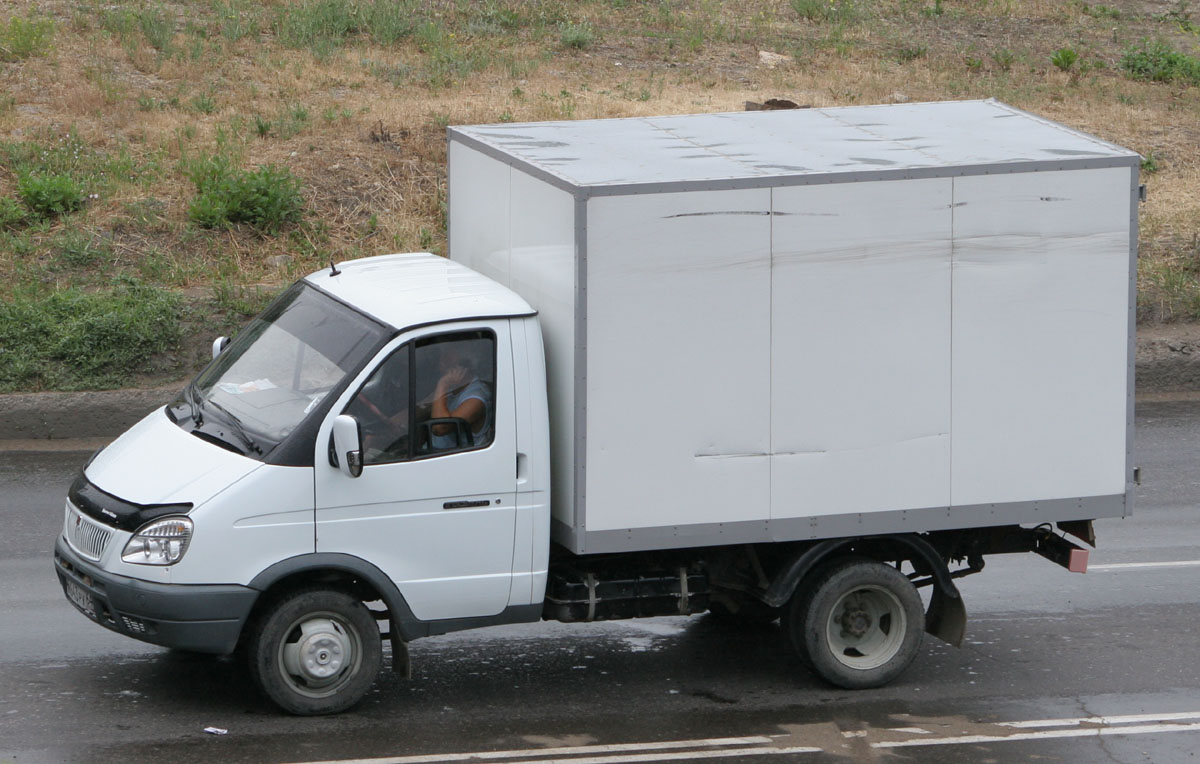
Ізотермічний фургон «ГАЗель» ГАЗ-3302

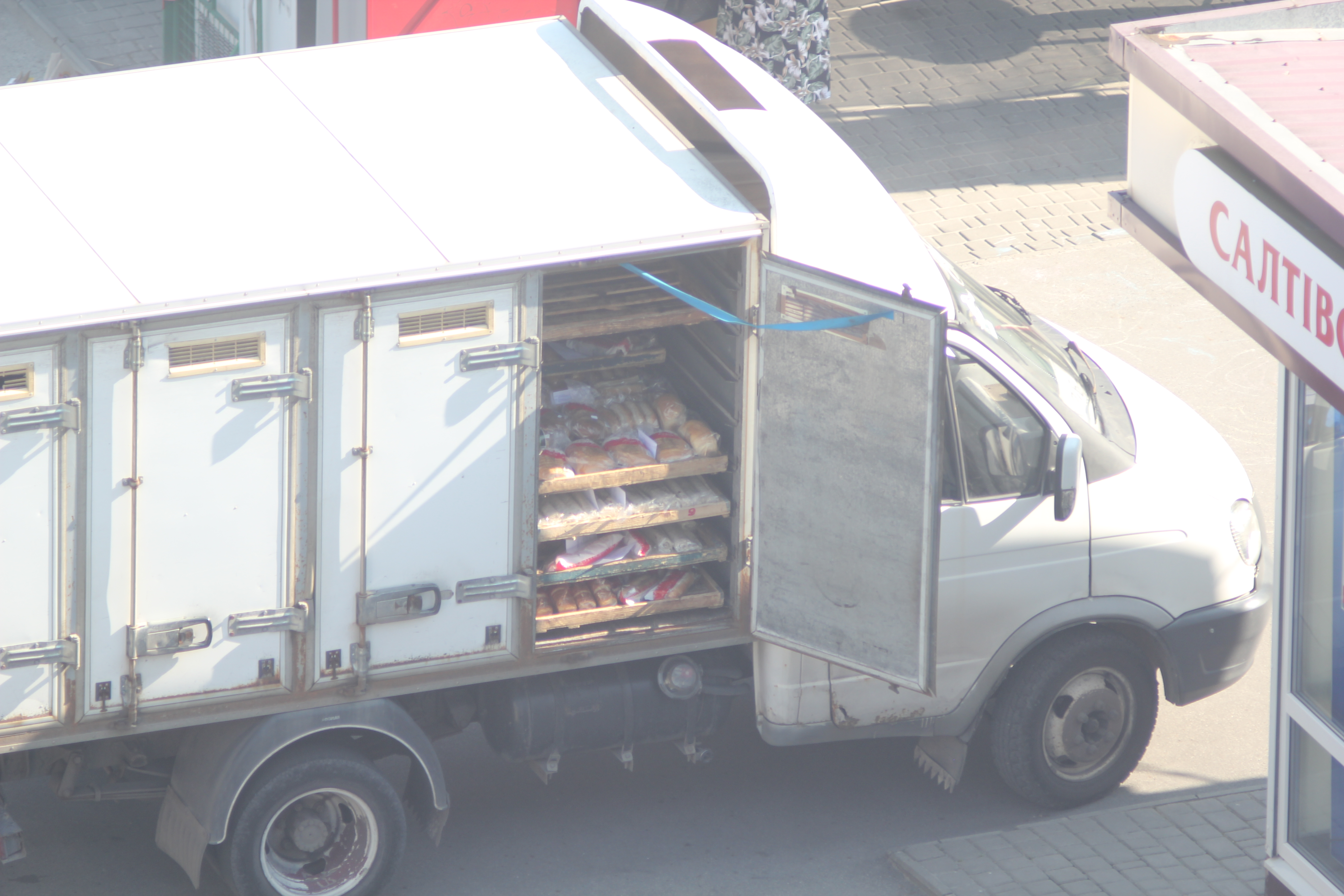
Газель з хлiбом

ГАЗ 3302 «ГАЗель» — серія бортових автомобілів і шасі з кабіною 1,5-тонного класу вантажопідйомності. Серійно виробляється з липня 1994 року. Навантажувальна висота бортового вантажівки становить 1000 мм за рахунок застосування низькопрофільних шин, що істотно полегшує роботу з навантаження-розвантаження кузова. Передні гальма дискові з плаваючою скобою (ліцензія англійської фірми Lucas). З червня 1995 року малою серією виробляється повнопривідна версія ГАЗ-33027 з постійним повним приводом і подвійними колесами на задньому мості, призначена для експлуатації на дорогах всіх категорій, включаючи ґрунтові. З 2002 року розпочато масовий випуск подовженої версії шасі ГАЗ-330202 спочатку офіційно призначеної виключно для оснащення кузовами-автокрамницями та евакуаторними платформами, але надалі виробник розширив підродину подовжених «Газелей» за рахунок модифікацій з подовженою бортовою платформою, що дозволило в якійсь мірі закрити ринкову нішу між «Газеллю» і «Валдай». Однак вантажопідйомність «Газелі» залишається недостатньою. З січня 2003 року випускається рестайлінгова модель «ГАЗель-2». У 1994–2006 роках вироблялася модифікація 33021 з карбюраторними двигунами сімейства ЗМЗ-402. Газобалонна модифікація ГАЗ-33025 була розроблена 1995 року, але серійно не вироблялася через складнощі з сертифікацією для конвеєрного виробництва. Таким чином, весь нинішній солідний парк газифікованих «Газелей» оснащений газобалонним обладнанням виключно за рахунок зусиль дрібних спеціалізованих фірм, що працюють за індивідуальними замовленнями власників.
| Індекс модифікації | Пасажирські місця (Без водія) | Двигун                                  | Конструктивні особливості                                       |
| ------------------ | ----------------------------- | --------------------------------------- | --------------------------------------------------------------- |
| 3302-216           | 2                             | УМЗ-4216                                | Тент                                                            |
| 3302-404           | 2                             | ЗМЗ-40524                               | Тент                                                            |
| 3302-408           | 2                             | ЗМЗ-40524                               | Гідропідсилювач керма, Тент                                     |
| 3302-531           | 2                             | ГАЗ-5602                                | Дизель, тент                                                    |
| 3302-748           | 2                             | Chrysler 2.4L-DOHC                      | Тент                                                            |
| 330200-0404        | 2                             | ЗМЗ-40524                               | Подовжена база і платформа, тент                                |
| 330200-0748        | 2                             | Chrysler 2.4L-DOHC                      | Подовжена база і платформа, тент                                |
| 330200-1404        | 2                             | ЗМЗ-40524                               | Кабіна зі спальником, подовжена база, платформа 3,7 м, тент     |
| 330200-1748        | 2                             | Chrysler 2.4L-DOHC                      | Кабіна зі спальником, подовжена база, платформа 3,7 м, тент     |
| 330202-216         | 2                             | УМЗ-4216                                | Подовжена база і платформа, тент                                |
| 330202-404         | 2                             | ЗМЗ-40524                               | Подовжена база і платформа, тент                                |
| 330202-408         | 2                             | ЗМЗ-40524                               | Подовжена база і платформа, гідропідсилювач керма, тент         |
| 330202-531         | 2                             | ГАЗ-5602                                | Подовжена база і платформа, дизель, гідропідсилювач керма, тент |
| 330202-748         | 2                             | Chrysler 2.4L-DOHC                      | Подовжена база і платформа, тент                                |
| 33027-408          | 2                             | ЗМЗ-40524                               | Повний привід, гідропідсилювач керма, тент                      |
| 33027-531          | 2                             | ГАЗ-5602                                | Дизель, повний привід, гідропідсилювач керма, тент              |
| ГАЗель Економ      | 2                             | УМЗ-4216 програмне обмеження до 99 к.с. | Без тенту, спрощена комплектація                                |

### ГАЗ-33023 «ГАЗель-фермер»

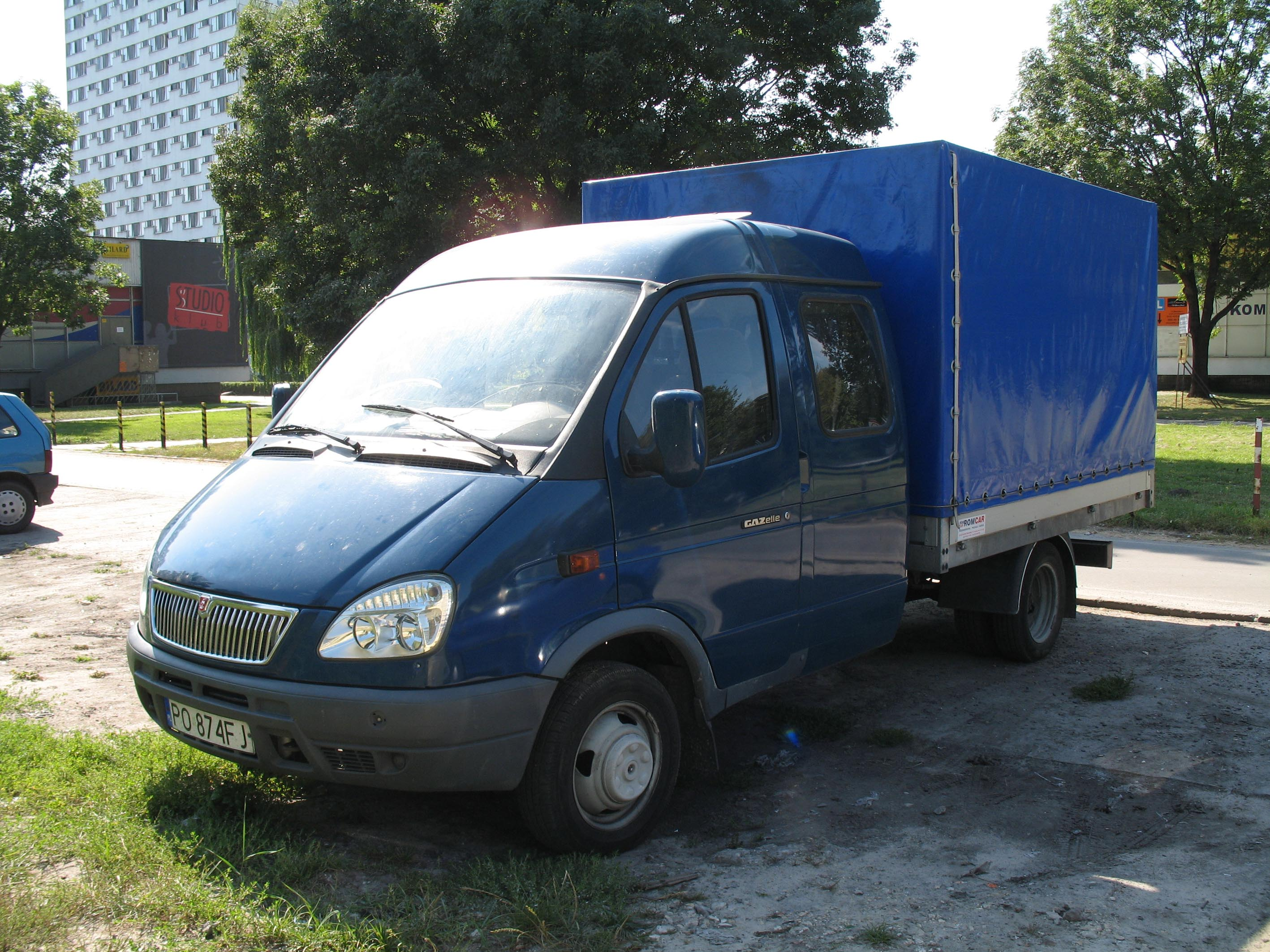
«ГАЗель-фермер» ГАЗ-330232

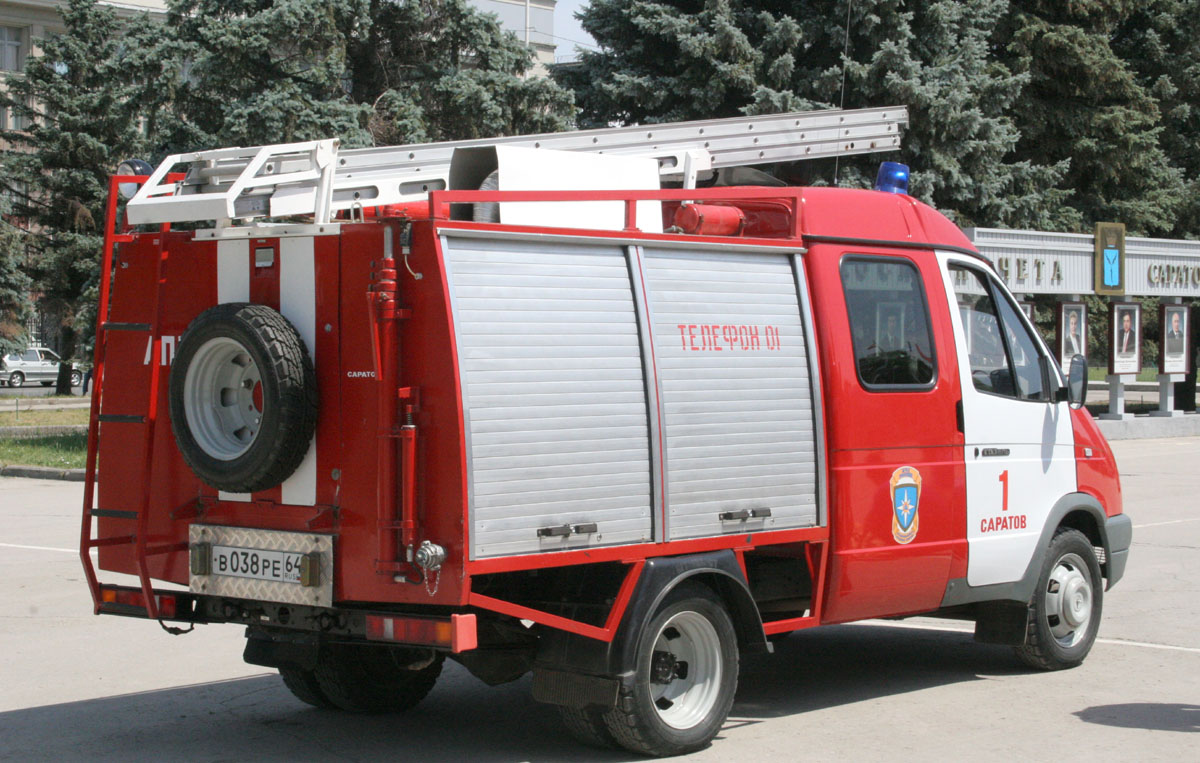
Пожежний автомобіль на базі «ГАЗель-фермер»

ГАЗ-33023 «ГАЗель-фермер» — вантажно-пасажирський автомобіль для перевезення п'яти пасажирів і до 1000 кг вантажу. Серійно виробляється з серпня 1995 року. Широко використовується як в умовах міста, так і в сільській місцевості. Знайшов широке застосування в малому бізнесі і як автомобіль для перевезення ремонтних бригад з обладнанням. Площа кузова «фермера» 4,5 м³, переднє пасажирське сидіння одномісне зрушується і забезпечує доступ до заднього ряду сидінь
Існують подовжений варіант автомобіля «ГАЗель-фермер» — ГАЗ-330232. Повнопривідна модифікація «ГАЗель-фермер» ГАЗ-330273 розрахована на всесезонну експлуатацію по дорогах будь-яких категорій, включаючи ґрунтові.
| Індекс модифікації | Пасажирські місця (Без водія) | Двигун              | Конструктивні особливості                           |
| ------------------ | ----------------------------- | ------------------- | --------------------------------------------------- |
| 33023-216          | 5                             | УМЗ-4216            | Гідропідсилювач керма, тент                         |
| 33023-404          | 5                             | ЗМЗ-40524           | Тент                                                |
| 33023-408          | 5                             | ЗМЗ-40524           | Гідропідсилювач керма, тент                         |
| 33023-748          | 5                             | Chrysler 2.4 L-DOHC | Гідропідсилювач керма, тент                         |
| 33023-531          | 5                             | ГАЗ-5602            | Дизель, гідропідсилювач керма, тент                 |
| 330232-216         | 5                             | УМЗ-4216            | Подовжена база, тент                                |
| 330232-404         | 5                             | ЗМЗ-40524           | Подовжена база, тент                                |
| 330232-408         | 5                             | ЗМЗ-40524           | Подовжена база, гідропідсилювач керма, тент         |
| 330232-748         | 5                             | Chrysler 2.4 L-DOHC | Подовжена база, гідропідсилювач керма, тент         |
| 330232-531         | 5                             | ГАЗ-5602            | Подовжена база, дизель, гідропідсилювач керма, тент |
| 330273-408         | 5                             | ЗМЗ-40524           | Повний привід, гідропідсилювач керма, тент          |
| 330273-531         | 5                             | ГАЗ-5602            | Повний привід, дизель, гідропідсилювач керма, тент  |

### ГАЗ-2705

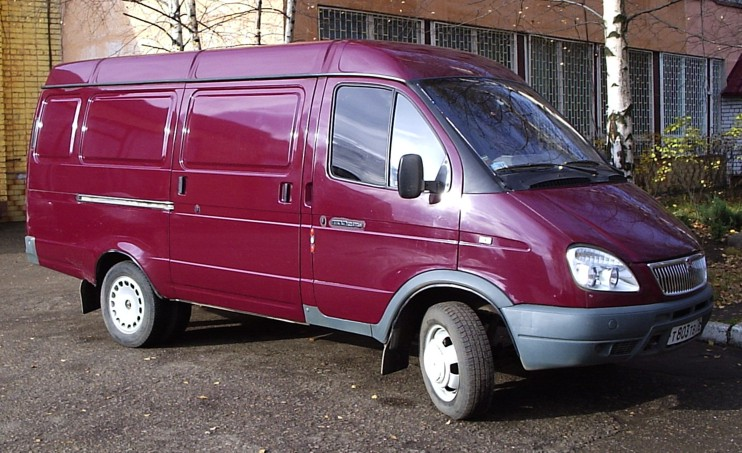
Газель-фургон ГАЗ-2705

ГАЗ-2705 — серія вантажних і вантажопасажирських автомобілів-фургонів з суцільнометалевим кузовом і рамним шасі. Серійно виробляється з грудня 1995 року. Вантажопідйомність фургона ГАЗ-2705 до 1350 кг при двох пасажирських місцях, Комбі — 6 пасажирських місць і 1 т вантажу. Максимальна швидкість 115 км / год. Час розгону з місця до 100 км / год близько 40 с. Довжина 5500 мм. Ширина 1966 мм. Висота 2200 мм. Автомобіль оснащений двома вантажними дверима — бічною зсувною і задньою двостворчатою навстіж. Вантажопасажирський варіант «Комбі» (за базовим галузевим індексом не відрізняється від фургона) оснащений додатковим сидінням для чотирьох пасажирів і суцільною перегородкою, що відокремлює кабіну від вантажного відсіку. З 1996 року малою серією виробляється фургон підвищеної прохідності ГАЗ-27057. З 2002 року на замовлення виробляються модифікації 2705-90 і 27057-90 з надставним пластиковим дахом, що збільшує внутрішню висоту вантажного відсіку з 1515 до 1850 мм і корисний об'єм з 9 м³ до 11 м³.
На базі фургонів 2705, 2705-90, 27057 і 27057-90 сторонніми фірмами випускається ряд спеціалізованих і спеціальних автомобілів, наприклад, карети швидкої допомоги, реанімобілі, автолабораторії, інкасаторські бронеавтомобілі і т. д.
| Індекс модифікації | Пасажирські місця (Без водія) | Двигун              | Конструктивні особливості                           |
| ------------------ | ----------------------------- | ------------------- | --------------------------------------------------- |
| 2705—404           | 2                             | ЗМЗ −40524          |                                                     |
| 2705—408           | 2                             | ЗМЗ-40524           | Гідропідсилювач керма                               |
| 2705—768           | 2                             | Chrysler 2.4 L-DOHC | Гідропідсилювач керма                               |
| 2705—531           | 2                             | ГАЗ-5602            | Дизель, гідропідсилювач керма                       |
| 2705—406           | 6                             | ЗМЗ-40524           | Комбі                                               |
| 2705—410           | 6                             | ЗМЗ-40524           | Комбі, гідропідсилювач керма                        |
| 2705—748           | 6                             | Chrysler 2.4 L-DOHC | Комбі, гідропідсилювач керма                        |
| 2705—541           | 6                             | ГАЗ-5602            | Комбі, дизель, гідропідсилювач керма                |
| 27057-408          | 2                             | ЗМЗ-40524           | Повний привід, гідропідсилювач керма                |
| 27057-531          | 2                             | ГАЗ-5602            | Повний привід, дизель, гідропідсилювач керма        |
| 27057-410          | 6                             | ЗМЗ-40524           | Комбі, повний привід, комбі, гідропідсилювач керма  |
| 27057-541          | 6                             | ГАЗ-5602            | Комбі, повний привід, дизель, гідропідсилювач керма |

### ГАЗ-3221
Мікроавтобус ГАЗ-3221 — серія восьмимісних мікроавтобусів на базі фургона 2705. Серійно виробляється з березня 1996 року. З 2003 оснащується модернізованою системою вентиляції і модернізованим обігрівачем салону, а з 2005 — АБС. За бажанням замовника, мікроавтобус може бути обладнаний високими м'якими сидіннями і високим дахом (внутрішня висота салону 185 см). З літа 1996 випускається повнопривідна модифікація ГАЗ-32217 з постійним повним приводом і двоскатною ошиновкою задніх коліс, розрахована на експлуатацію по дорогах всіх категорій, включаючи ґрунтові. У 2008 році була сертифікована шкільна версія для перевезення 11 дітей, оснащена відповідно до ГОСТу додатковим обладнанням: блокування початку руху при відкритих дверях, обмежувач швидкості 60 км / год, кнопки сигналізації, гучномовці, підніжка, стелажі для портфелів і т. д.).
| Індекс модифікації | Пасажирські місця (Без водія) | Двигун              | Конструктивні особливості                 |
| ------------------ | ----------------------------- | ------------------- | ----------------------------------------- |
| 3221-404           | 8                             | ЗМЗ-40524           | Антиблокувальна система                   |
| 3221-408           | 8                             | ЗМЗ-40524           | АБС, гідропідсилювач керма                |
| 3221-748           | 8                             | Chrysler 2.4 L-DOHC | АБС, гідропідсилювач керма                |
| 3221-531           | 8                             | ГАЗ-5602            | АБС, дизель, гідропідсилювач керма        |
| 32217-408          | 8                             | ЗМЗ-40524           | АБС, повний привід, гідропідсилювач керма |

### ГАЗ-32213
ГАЗ-32213 — мікроавтобус на 13 пасажирських місць. Серійно виробляється з березня 1996 року.
Відрізняється від базової версії 3221 плануванням салону з високими м'якими сидіннями. З 2003 року оснащується модернізованою системою вентиляції і модернізованим нагрівником салону, а з 2005 року — АБС. За бажанням замовника, мікроавтобус може бути обладнаний високим дахом (внутрішня висота салону 185 см). З літа 1996 року випускається повнопривідна модифікація ГАЗ-322137 з постійним повним приводом і двосхилим ошіновкой задніх коліс, розрахована на експлуатацію по дорогах всіх категорій включаючи ґрунтові.
| Індекс модифікації | Пасажирські місця (Без водія) | Двигун    | Конструктивні особливості          |
| ------------------ | ----------------------------- | --------- | ---------------------------------- |
| 32213-404          | 13                            | ЗМЗ-40524 | АБС, Гідропідсилювач керма         |
| 32213-531          | 13                            | ГАЗ-5602  | АБС, дизель, гідропідсилювач керма |

### ГАЗ-322132

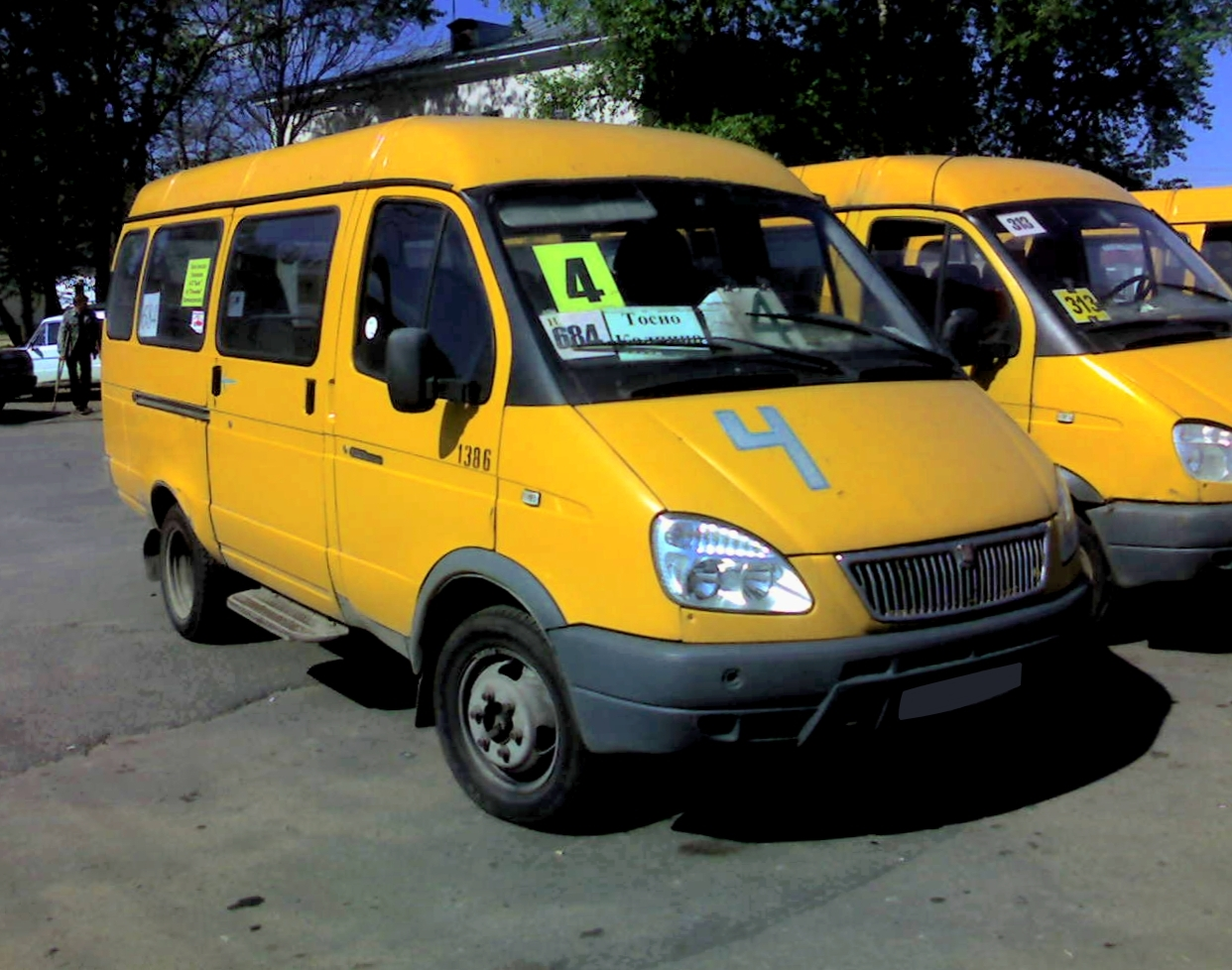
Найпоширеніша версія пасажирської «Газелі» — маршрутне таксі ГАЗ-322132

ГАЗ-322132 «ГАЗель» — міське маршрутне таксі зі зсувними дверима на базі мікроавтобуса ГАЗ-32213. Серійно виробляється з серпня 1996 року. Відрізняється від базової моделі плануванням салону, додатковими підсилювачами в салоні. З 2005 року всі заводські «маршрутки» фарбуються в спеціальний колір («золотий апельсин») і оснащуються модернізованим обігрівачем салону і АБС. За бажанням замовника мікроавтобус може бути оснащений високим дахом і дверима, що відкриваються навстіж (версія 322 133). У зв'язку з претензіями влади та громадськості до рівня пасивної безпеки «маршрутних таксі» «ГАЗель» заводом-виробником розроблені нові модифікації: 12-місцевий 32212 (для міста) та 10-місцева 32211 (для приміських маршрутів) з усіма місцями, оснащеними інерційними ременями безпеки, і зсувними дверима з електроприводом.
| Індекс модифікації | Пасажирські місця (Без водія) | Двигун              | Конструктивні особливості                           |
| ------------------ | ----------------------------- | ------------------- | --------------------------------------------------- |
| 322132-404         | 13                            | ЗМЗ-40524           | АБС                                                 |
| 322132-408         | 13                            | ЗМЗ-40524           | АБС, гідропідсилювач керма                          |
| 322133-748         | 13                            | Chrysler 2.4 L-DOHC | АБС, гідропідсилювач керма, високий дах, орні двері |
| 322132-531         | 13                            | ГАЗ-5602            | АБС, дизель, гідропідсилювач керма                  |
| 322133-7408        | 13                            | ЗМЗ-40524           | АБС, гідропідсилювач керма, високий дах, орні двері |

### ГАЗ-32214

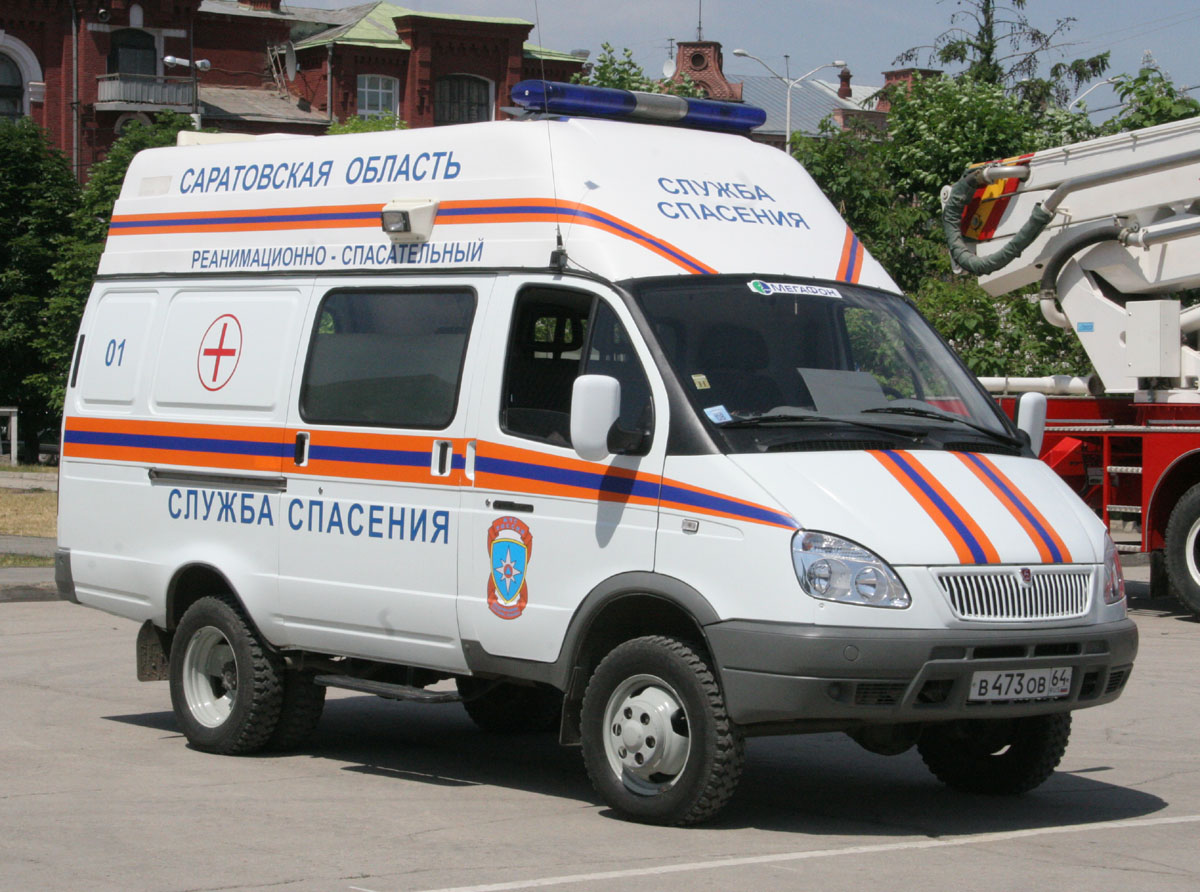
Оперативний автомобіль МНС на базі ГАЗ-322174-408

ГАЗ-32214 — автомобіль швидкої допомоги на базі фургона ГАЗ-2705. Серійно виробляється з липня 1996 року. Дообладнання медичних версій «Газелі» виробляє Нижньогородська фірма «Самотлор-НН».
| Індекс модифікації | Місця для медперсоналу / хворих | Двигун    | Конструктивні особливості                                        |
| ------------------ | ------------------------------- | --------- | ---------------------------------------------------------------- |
| 322140-408         | 3 / 3                           | ЗМЗ-40524 | АБС, гідропідсилювач керма                                       |
| 322140-410         | 3 / 3                           | ЗМЗ-40524 | АБС, гідропідсилювач керма, високий дах                          |
| 322174-408         | 3 / 3                           | ЗМЗ-40524 | АБС, гідропідсилювач керма, повний привід, високий дах, підніжка |
| 322174-410         | 3 / 3                           | ЗМЗ-40524 | АБС, гідропідсилювач керма, повний привід, високий дах, підніжка |

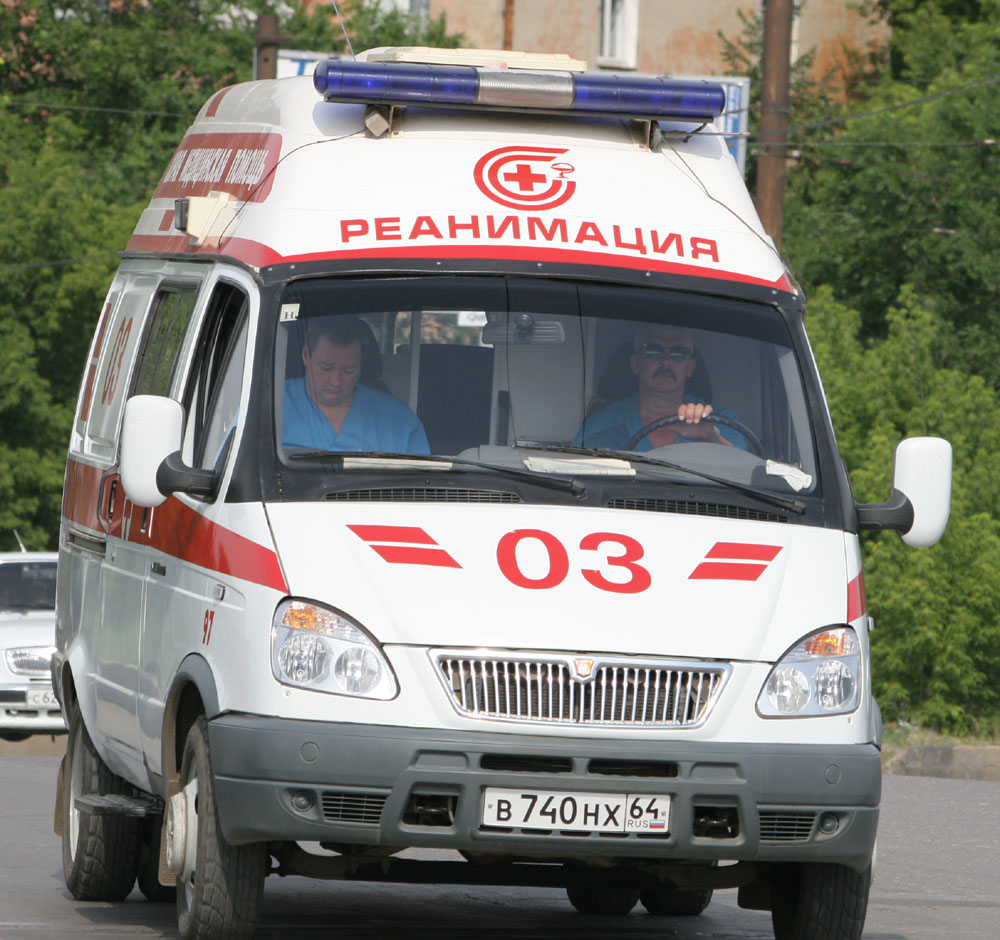
Реанімобіль на базі СемАР-3234

У 1995—2007 роках Семенівським авторемонтним заводом (СемАР) на базі Газелі вироблялося сімейство розвізних фургонів і мікроавтобусів СемАР-3234. У сімейство також входили шкільний і соціальний автобуси (у тому числі і у версії 4х4), катафалк і реанімобіль (дообладнуваний фірмою «Самотлор-НН»). Саме сімейство СемАР-3234 було наймасовішим серед моделей на базі Газелі, що виготовлялися сторонніми виробниками.